# Carter Family
 (novembre 2009).
Si vous disposez d'ouvrages ou d'articles de référence ou si vous connaissez des sites web de qualité traitant du thème abordé ici, merci de compléter l'article en donnant les références utiles à sa vérifiabilité et en les liant à la section « Notes et références ».
 (février 2021).
La mise en forme du texte ne suit pas les recommandations de Wikipédia : il faut le « wikifier ».
Les points d'amélioration suivants sont les cas les plus fréquents. Le détail des points à revoir est peut-être précisé sur la page de discussion.
- Les titres sont pré-formatés par le logiciel. Ils ne sont ni en capitales, ni en gras.
- Le texte ne doit pas être écrit en capitales (les noms de famille non plus), ni en gras, ni en italique, ni en « petit »…
- Le gras n'est utilisé que pour surligner le titre de l'article dans l'introduction, une seule fois.
- L'italique est rarement utilisé : mots en langue étrangère, titres d'œuvres, noms de bateaux, etc.
- Les citations ne sont pas en italique mais en corps de texte normal. Elles sont entourées par des guillemets français : « et ».
- Les listes à puces sont à éviter, des paragraphes rédigés étant largement préférés. Les tableaux sont à réserver à la présentation de données structurées (résultats, etc.).
- Les appels de note de bas de page (petits chiffres en exposant, introduits par l'outil «  Source ») sont à placer entre la fin de phrase et le point final[comme ça].
- Les liens internes (vers d'autres articles de Wikipédia) sont à choisir avec parcimonie. Créez des liens vers des articles approfondissant le sujet. Les termes génériques sans rapport avec le sujet sont à éviter, ainsi que les répétitions de liens vers un même terme.
- Les liens externes sont à placer uniquement dans une section « Liens externes », à la fin de l'article. Ces liens sont à choisir avec parcimonie suivant les règles définies. Si un lien sert de source à l'article, son insertion dans le texte est à faire par les notes de bas de page.
- La présentation des références doit suivre les conventions bibliographiques. Il est recommandé d'utiliser les modèles {{Ouvrage}}, {{Chapitre}}, {{Article}}, {{Lien web}} et/ou {{Bibliographie}}. Le mode d'édition visuel peut mettre en forme automatiquement les références.
- Insérer une infobox (cadre d'informations à droite) n'est pas obligatoire pour parachever la mise en page.

Pour une aide détaillée, merci de consulter Aide:Wikification.
Si vous pensez que ces points ont été résolus, vous pouvez retirer ce bandeau et améliorer la mise en forme d'un autre article.
The Carter Family est un groupe américain de musique country créé en 1926. Découverts par Ralph Peers en 1927, ils réalisent de nombreux enregistrements pour le label Victor.  Les trois membres originels de la Carter Family sont Alvin Pleasant Carter,  plus connu sous le nom de A. P. Carter (en), Sara Carter et Maybelle Carter. Ils connaissent un grand succès et influencent durablement la musique country. Parmi leurs chansons les plus célèbres, on peut citer Wildwood Flower, Will the Circle Be Unbroken, Keep On the Sunny Side, Wabash Cannonball ou encore Are You Lonesome Tonight?

## Débuts familiaux
La Carter Family est formée, au départ, d'Alvin Pleasant (« A.P. ») Carter et de sa femme, Sara.
Alvin Pleasant Delaney Carter est né le 15 décembre 1893 à Springs (Scott County), Virginie. Dès son plus jeune âge, il pratique la musique : il chante à l'école de chant et à l’église et joue du violon dans les soirées locales. Mais au début du XXe siècle, une carrière musicale n'apparaît pas comme quelque chose de sérieux ; A.P. s'essaye donc à beaucoup de métiers dans le milieu agricole, en tant que forgeron, cheminot et même dans une scierie. Cependant, aucun n'a raison de sa passion pour la musique. Il rencontre Sara Elizabeth Dougherty et l’épouse en 1915. Née le 21 juillet 1898 à Flatwoods, près de Coeburn en Virginie, Sara joue fréquemment de la musique avec sa cousine, Maybelle. Ils commencent à jouer en duo tout d'abord, à l'échelle locale. Peu après, Maybelle commence à jouer avec eux et le duo devient un trio. Née le 10 mai 1909 à Midway, en Virginie, Maybelle Kilgore Addington grandit en développant de grands talents musicaux et elle joue souvent avec ses cousins. Elle prend le nom de Carter en se mariant avec Ezra, le frère de A.P., en 1926.
Dans le trio, A.P. chante occasionnellement ; Sara et Maybelle jouent de la guitare et de l'autoharpe et assurent la plupart des parties vocales. Maybelle participe très largement au succès du groupe, notamment grâce à son jeu de guitare innovant qui est, depuis, devenu la base du jeu country.
Apprenant qu’un producteur, Ralph Peers, cherche de nouveaux groupes de musique, les Carter se rendent en 1927 à Bristol dans le Tennessee pour passer une audition devant lui. Ils réussissent leur audition et enregistrent 6 morceaux pour la compagnie Victor Talking Machine, le tout premier étant Bury Me Under the Weeping Willow. Cette séance d'enregistrement (connue sous le nom de Bristol sessions) marque la découverte du groupe. D'autres artistes qui deviendront célèbres, comme Jimmie Rodgers, sont d'ailleurs découverts le même jour.

## Succès
Les enregistrements de Bristol remportent un tel succès que Ralph Peers propose aux Carter d'aller à Camden dans le New Jersey pour une deuxième séance d’enregistrement. C’est là qu'ils enregistrent bon nombre de leurs succès. De nombreux autres suivront, avec des titres qui marquent l'histoire de la musique américaine : The Storms Are on the Ocean (1927), Keep on the Sunny Side (1928), Wildwood Flower (1928), Wabash Cannonball (1929), ou encore Can the Circle Be Unbroken qui sont entrés au Grammy Hall of Fame en 1998. La Carter Family enregistre plus de 300 chansons pour Victor.
Malheureusement pour eux, leur popularité grandissante coïncide avec le début de la Grande Dépression et par conséquent, elle n'est pas accompagnée d'un grand succès financier. Malgré cela, la Carter Family continue à jouer et à enregistrer régulièrement. En 1938, le trio voyage vers le sud pour une session à la station de radio XERA à Del Rio au Texas. Étant donné la proximité de la frontière mexicaine, XERA n’est pas limitée par la régulation des fréquences du gouvernement fédéral des États-Unis, ce qui permet d'élargir l'auditoire du groupe et d'augmenter leurs ventes de disques.
A.P. et Sara divorcent, mais le groupe tente néanmoins de maintenir son existence. Cependant, cela s'avère trop difficile à la longue et en 1943 la Carter Family se sépare.

## Après la séparation
Après la séparation du groupe, A.P. retourne à Maces Springs, où il avait joué localement, et ouvre un petit magasin. Sara déménage en Californie avec son nouveau mari et Maybelle continue sa carrière, formant un nouveau groupe constitué d'elle-même et de ses filles Helen, June et Anita, qui s'appelle Mother Maybelle and The Carter Sisters ; à cause de ce nom, Maybelle reste connue sous le nom de « Mother Maybelle ».
Mother Maybelle and the Carter Sisters connaît un grand succès. Elles participent au Grand Ole Opry et sont les vedettes de shows radiophoniques quotidiens sur plusieurs stations de radio. Malgré leurs vies intenses, Anita et June Carter parviennent aussi à développer des carrières individuelles.
En 1952, après une décennie de séparation, A.P. et Sara reforment la Carter Family avec leurs enfants. Le groupe connaît une nouvelle popularité et arrive à enregistrer pour le label Acme pendant les années 1950. Cependant, ils se séparent à nouveau en 1956. A.P. meurt le 7 novembre 1960 à Maces Springs en Virginie.
Maybelle et Sara se réunissent en 1966 et enregistrent dans la foulée un album pour le label Columbia.
Maybelle meurt le 23 octobre 1978, et Sara le 8 janvier 1979.

## Héritage
La Carter Family est considérée comme un des piliers de la musique country moderne, tout comme Jimmie Rodgers qui avait participé aux sessions de Bristol. Un des groupes les plus populaires des États-Unis entre 1926 et 1943, la Carter Family reste célèbre pour ses arrangements de chansons folk traditionnelles, souvent glanées par A.P. lui-même lors de pérégrinations dans les Appalaches. Leur utilisation des harmonies vocales et la symétrie rythmique est remarquable et reste un élément constitutif de la musique country. La première famille de la musique country laisse une trace indélébile qui continue par le biais de leurs fils, filles, nièces et neveux.
L’invention de la technique « Carter Lick » est attribuée à Maybelle Carter. Ce style de jeu à la guitare est devenu un des styles country les plus connus. Il s'agit de jouer la mélodie au pouce sur les cordes basses, pendant que les doigts assurent la rythmique sur les cordes plus aigües.

## Seconde génération

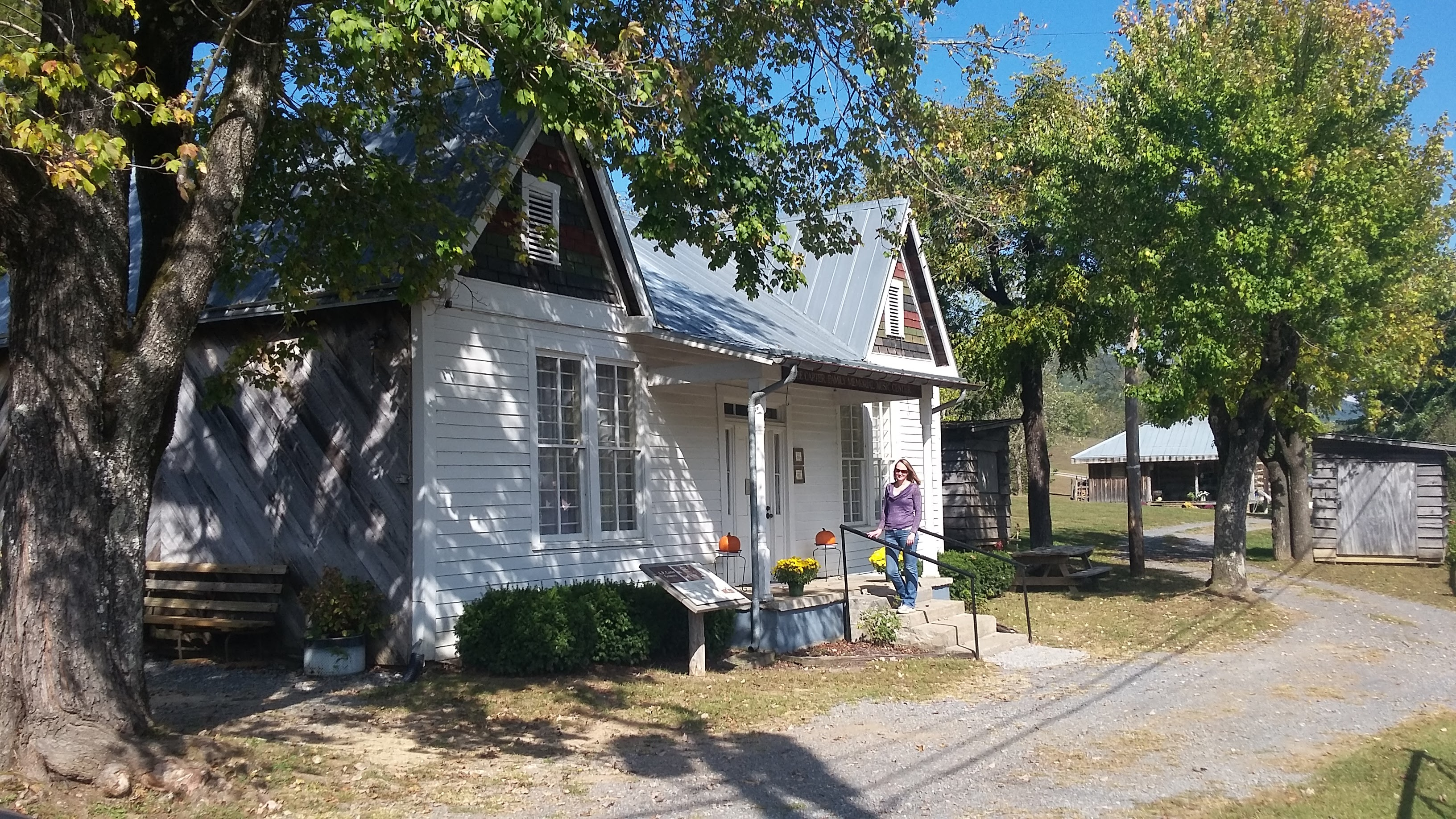
Musée du magasin général d'A.P. Carter au Carter Fold à Maces Springs, Virginie (maintenant Hiltons, Virginie). A.P. Carter était le fondateur du groupe pionnier de musique country Carter Family.

### Anita Carter
Née le 31 mars 1933, Anita est la plus jeune fille de Maybelle et Ezra Carter, et sans doute celle qui a la plus belle voix. Elle entame une carrière solo tout en continuant à se produire avec Mother Maybelle and the Carter Sisters. En 1951, elle enregistre une série de duos avec Hank Snow. Deux de ces duos, Down the Trail of Achin’ Hearts et Blue Bird Island, se classent respectivement no 2 et no 4 dans les ventes de disques country.
Malgré son succès en solo, Anita passe la moitié de sa carrière avec les Carter Sisters. Le groupe familial fait souvent la première partie des artistes du label Sun, dont Elvis Presley pendant sa tournée de 1956-1957, ainsi que Johnny Cash. Après le mariage de sa sœur June avec ce dernier, Anita accompagne Johnny Cash dans ses tournées et ses albums durant de longues années. Le 29 juin 1999, Anita Carter meurt âgée de 66 ans.

### June Carter Cash
June Carter naît à Maces Springs en Virginie, le 23 juin 1929. C'est le deuxième enfant de Maybelle et Ezra Carter. Dès son plus jeune âge, Maybelle lui enseigne la guitare et l'autoharpe. Comme elle le fait avec toutes ses filles, Maybelle lui enseigne aussi le chant ; cependant, il s’avère que June n’a pas autant de talent vocal que ses sœurs Helen et Anita. Sachant qu’elle n’est pas aussi talentueuse que ses sœurs, June décide alors de trouver quelque chose qui la distinguera de ces dernières et elle développe son sens de l’humour et de la comédie. Son talent comique aide à différencier June de ses sœurs et à l'établir comme une entité séparée du reste de la Carter Family. Grâce à son jeu de scène, June devient la fille Carter la plus appréciée du public. En 1952, elle épouse Carl Smith, et ils ont deux filles ensemble, Roxanna et Rebecca Carlene — qui plus tard devient Carlene Carter et réussit une belle carrière solo.
Pendant les années 1960, June est invitée par Johnny Cash pour faire partie de sa tournée. Bien que Johnny et June se soient entendus l’un l’autre par radio et juke-box interposés, ils ne se sont pas rencontrés officiellement avant de partager les coulisses du Grand Ole Opry vers la fin des années 1950. Elle accepte de faire une tournée avec Johnny, et en 1961 sa famille les rejoint. June enregistre des duos et participe aux spectacles de Johnny Cash pendant des années. Leurs duos sont très populaires et beaucoup d'entre eux se hissent au sommet des ventes de disques : leur célèbre duo Jackson devient ainsi no 2 des ventes.
Pendant un concert à London (Ontario), Johnny Cash arrête le spectacle pour demander June en mariage. Elle accepte sa demande et le 1er mars 1968, June et Johnny se marient. June ajoute Cash à son nom de famille et utilise ensuite le nom June Carter Cash en privé et en public. Après leur mariage, leurs carrières se rejoignent et June devient un membre régulier des concerts et des tournées de Johnny. Ensemble, ils remportent de nombreux prix et récompenses. Ils sont désignés meilleur groupe vocal de l’année 1969. Le couple a un fils ensemble, John Carter Cash, né en 1970.
June Carter Cash meurt le 15 mai 2003 de complications à la suite d'une intervention de chirurgie cardiaque, à l'âge de 73 ans. Peu avant sa mort, elle enregistre un album solo titré Wildwood Flower. À la cérémonie de remise des prix « Grammy », cet album remporte deux récompenses : meilleur album de folk traditionnel et meilleure chanteuse vocale de country.